# Phaedranassa viridiflora
Phaedranassa viridiflora är en amaryllisväxtart som beskrevs av Eduard August von Regel. Phaedranassa viridiflora ingår i släktet Phaedranassa och familjen amaryllisväxter. Inga underarter finns listade i Catalogue of Life.